# Ненад Радуловић
Ненад Радуловић, познат и као Неша Лептир (13. септембар 1959 — Београд, 12. фебруар 1990) био је српски и југословенски рок музичар. Радуловић је био певач београдске групе Последња игра лептира, а глумио је и у „Индексовом радио позоришту”.

## Биографија
Радуловић је каријеру започео као певач и вођа поп-рок бенда Последња игра лептира 1979. године. Објавили су добро прихваћен албум „Напокон плоча“ (1982), „Поново плоча & Друге приче“ (1983), „Опет плоча - Срце од меда“ (1985), „Груди моје Балканске“ (1986) и „Заједно смо пишкили у песку“ (1987).
Група се распала 1989. године, а Радуловић је одржао концерт са групом "Како ко". У том периоду је објавио и свој једини соло-албум „Нико нема што Питон имаде“ који је био пародија „новокомпоноване музике“. За ту прилику је осмислио лик под именом Слободан Ђорђевић - Питон, а у оквиру тог пројекта је настала и серија емисија за "Индексово радио позориште“.
Током 1989. године откривен му је рак тестиса у касном стадијуму, јер је дуже време лечен погрешно, а права дијагноза је постављена касно. До тада су лечени пре свега симптоми болести (хронични кашаљ и др.). Након постављања праве дијагнозе, оперисан је на ВМА где је примао и хемиотерапију. Хумористички дух га није напуштао ни у најтежим тренуцима. Наступао је и током лечења. Након кратког времена уследила је и операција метастаза на мозгу. И поред мањих побољшања, болест је наставила да напредује и Радуловић је преминуо 12. фебруара 1990. Двадесет минута пре него што је умро, на питање свога брата како му је, одговорио је: "Па, не могу баш да играм фудбал...". Његова смрт, сматра се једном од највећих трагедија на српској музичкој сцени.
Пре него што се разболео, почео је да ради на новом албуму, али је успео да сними само песму „Модра бајка“ која је постхумно објављена на истоименој компилацији хитова групе Последња игра лептира.
Плато испред Установе културе "Палилула" у Београду, од 17. децембра 2011. године, по њему носи назив Плато Неше Лептира.